# سیعرا کی
سیعرا کی (انگلیسی: Sierra Kay؛ زادهٔ ۱۸ دسامبر ۱۹۹۰) یک موسیقی‌دان اهل ایالات متحده آمریکا است.